# 桜川市・つくば市間広域連携バス
桜川市・つくば市間広域連携バス（さくらがわし・つくばしかんこういきれんけいバス）は、茨城県桜川市が市地域公共交通計画に基づき実施している公的な乗合路線バスである。案内上の呼称は桜川市バスで、ヤマザクラGO（やまざくらごう）の愛称がある。運行は関東鉄道（関鉄）に委託している。
市バスを名乗るが市営（地方公営企業）ではなく、いわゆるコミュニティバスの広範囲版のような存在である。

## 概要

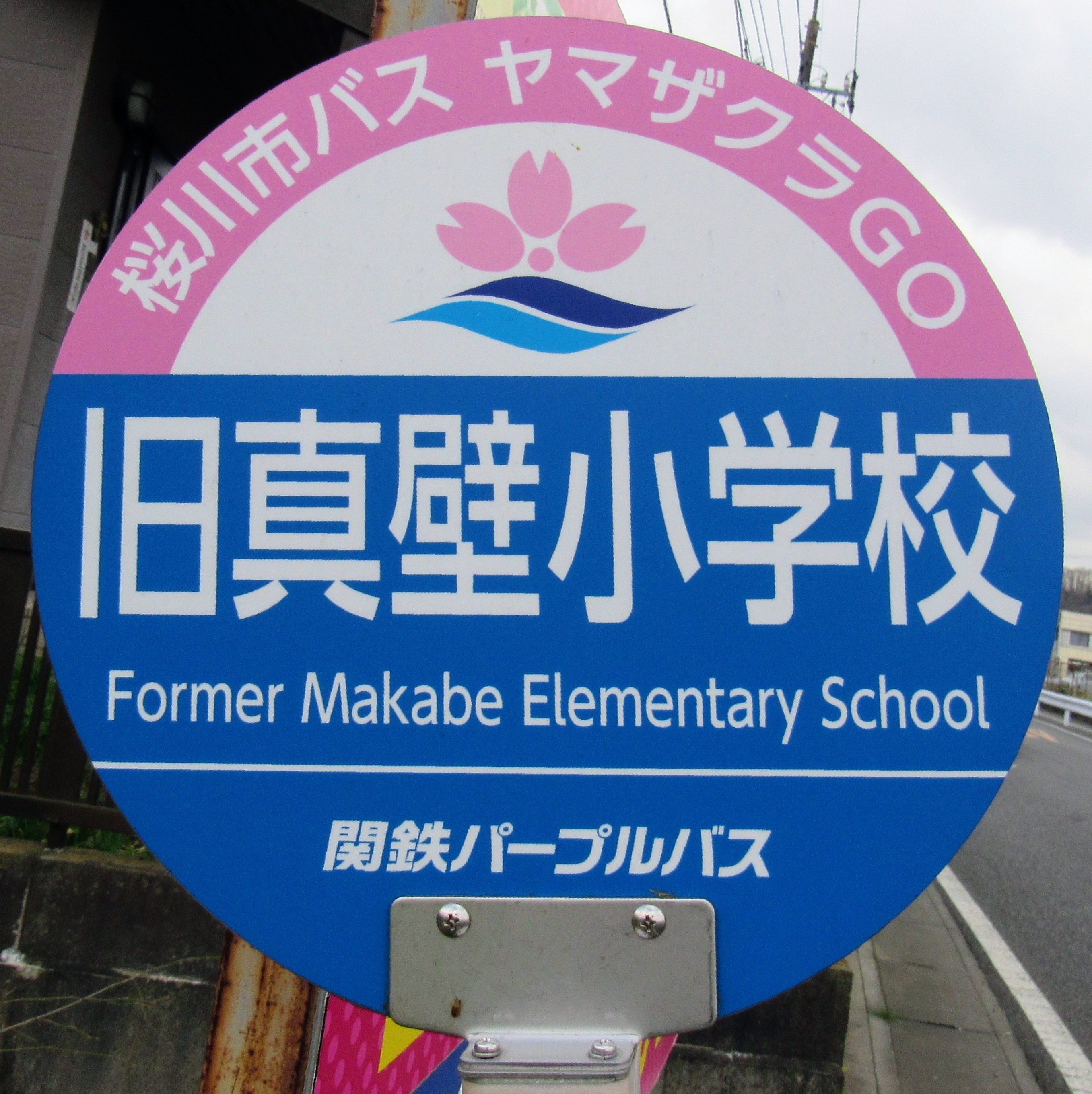
「ヤマザクラGO」専用バス停留所ポール

1987年に廃止された筑波鉄道筑波線の最北部ルートであり、2011年3月まで関東鉄道つくば北営業所が運行していた同線代替の一般路線バス（岩瀬中央公民館 - 真壁駅 - 筑波駅線）を原型とし、2016年10月1日から筑波山口 - 真壁庁舎間で実証実験運行を開始した。
翌2017年10月1日から本格運行へ移行し、岩瀬庁舎間まで延伸した。休日の一部便は「雨引観音」を経由する。
本格運行への移行にあたり、公募により愛称が「ヤマザクラGO」に決定された。また同時に車内放送に同市出身の声優・櫻川めぐを起用した。

## 沿革

### 前史
- 1918年：筑波鉄道（初代）線全通
- 1987年（昭和62年）4月1日：筑波鉄道筑波線廃止、関東鉄道の一般路線バス岩瀬 - 真壁 - 筑波間運行開始。一部真壁・土浦間の直通便があった。
- 2008年（平成20年）4月1日：一般路線バス（真壁駅 - 岩瀬中央公民館）廃止
- 2011年（平成23年）4月1日：一般路線バス（筑波山口 - 真壁駅）廃止。
以後、桜川市では約5年間の路線バス空白期間に入る。

### 開始後
- 2016年10月1日：桜川市バス実証実験運行開始（筑波山口 - 桜川市役所真壁庁舎）
- 2017年10月1日：本格運行へ移行、同時に岩瀬地区へ延伸。雨引観音へ乗り入れ開始[2]。
- 2018年
  - 4月1日：PASMO・Suica等交通系ICカード利用開始。
  - 10月1日：さくらがわ地域医療センター経由便を運行開始。朝の1便のみ岩瀬高校南へ延伸[3]。
- 2021年10月1日︰ダイヤ改正を実施。伊佐々、台山高森工業団地バス停を新設。土休日の雨引観音経由路線を増便[1]。
- 2024年7月16日: 運行事業者の関鉄パープルバスが親会社の関東鉄道に吸収合併される

## 運賃・乗車券類

### 運賃
- 運賃は均一運賃制で、大人200円、小人（小学生）は半額。未就学児は無料[1]。
- 市内在住の65歳以上の高齢者は、市が発行する「桜川市高齢者運賃割引証」の提示により運賃半額となる。
- 各種障害者手帳（身体障害者手帳、療育手帳、精神障害者保健福祉手帳）の提示により運賃半額となる[1]。

#### 乗継割引

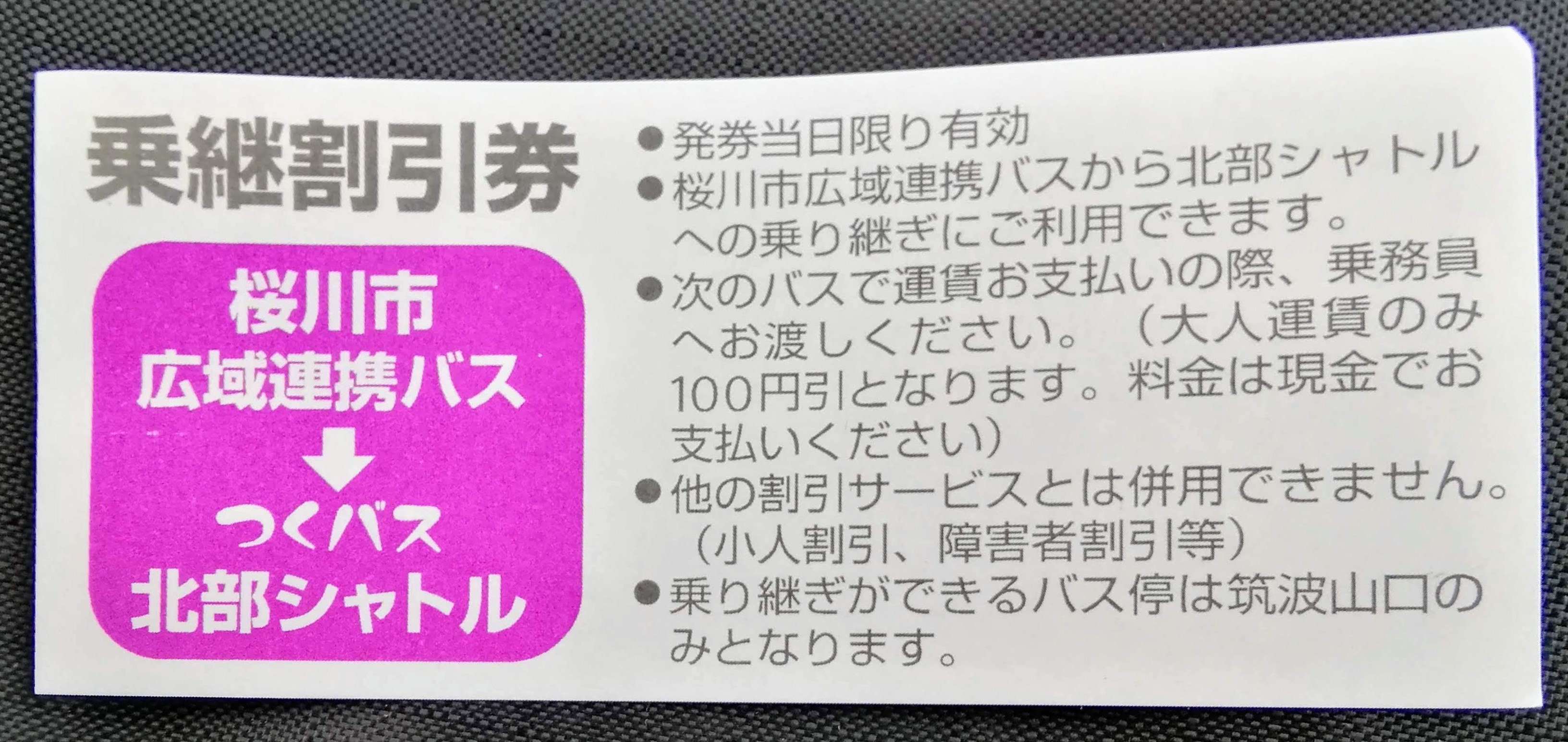
「ヤマザクラGO」の乗継割引券

- つくバス（北部シャトル）との乗継割引制度がある。ただし現金での支払いに限り、割引額は100円[1]。
  - 筑波山口（関東鉄道つくば北営業所）で接続し、降車時に乗継割引券の発行を受ける。
- 乗継割引と、小人運賃（子ども割引）、障害者割引との併用はできない[1]。

### 乗車券類
- 定期乗車券は以下のの4種類が発売されている[1]。
  - 通勤定期券
  - 通学往復定期券
  - 通学片道定期券
  - ヤマザクラパス - 学生限定の「ヤマザクラGO」全線定期券。1か月4,000円。

### 交通系ICカード
交通系ICカードが利用可能で、PASMO・Suicaおよび交通系ICカード全国相互利用サービス対応カードが利用できる。バス車内の運賃箱での現金チャージにも対応する。ただしIC定期券は導入していない。

## 路線
- 基本ルート

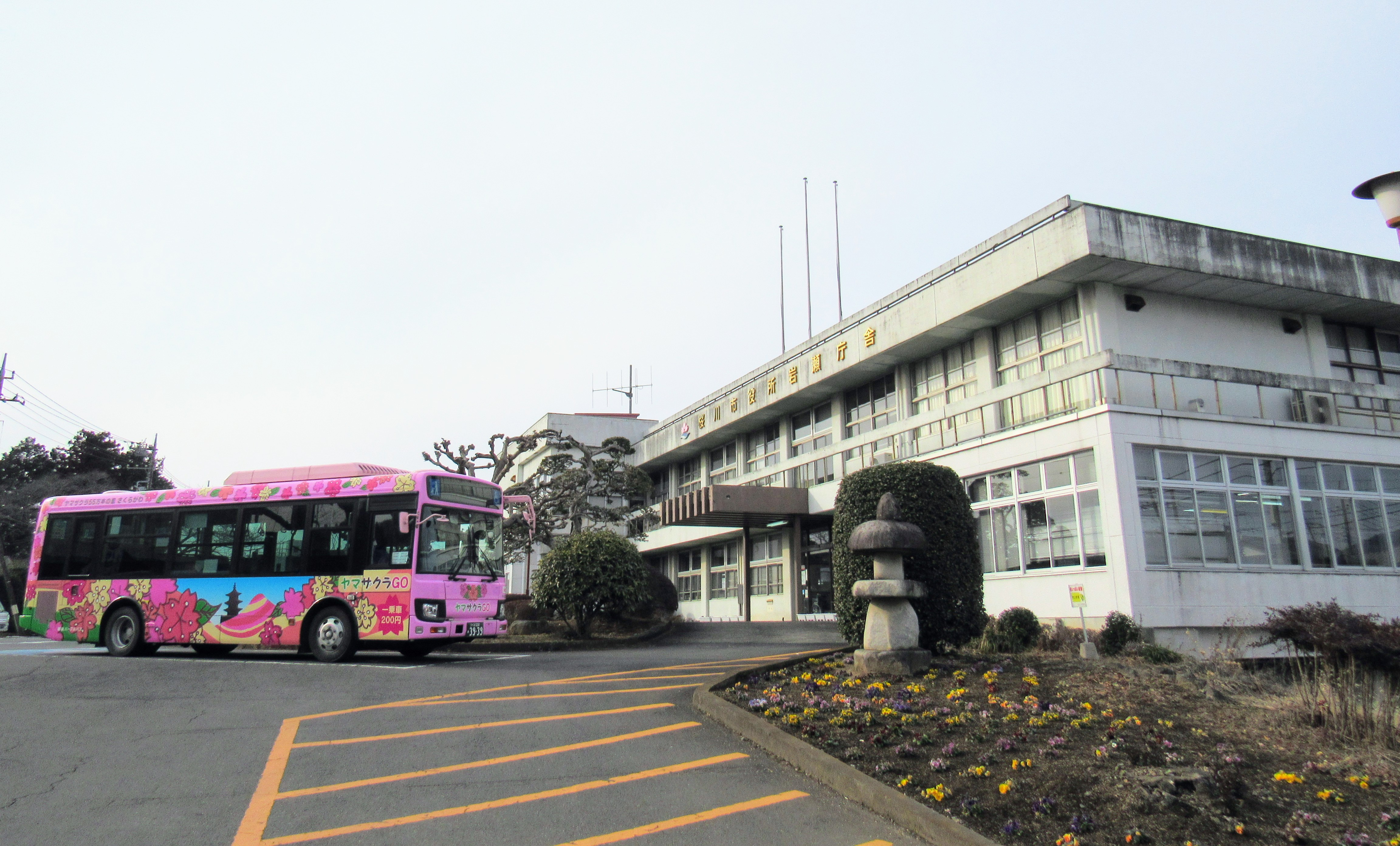
桜川市役所岩瀬庁舎に乗り入れる「ヤマザクラGO」

  - 桜川市役所岩瀬庁舎 - （犬田経由／さくらがわ地域医療センター経由） - 大曽根 - 桜川市役所真壁庁舎 - 紫尾団地 - 筑波山口

### 犬田経由[1]
- 平日4.5往復、土休日7.5往復
- 標準所要時間57分
- 雨引観音は土休日の5往復が経由
- 岩瀬高校南終着は平日朝1本のみ岩瀬庁舎から1区間延長運転（岩瀬高校南始発便は運行されていない）

### さくらがわ地域医療センター経由[1]
- 平日6往復、土休日2.5往復
- 標準所要時間72分
- 台山高森工業団地は平日の一部便が経由

### 区間便[1]
- 筑波山口 - 真壁城跡（平日2.5往復、土休日1本）
- 桜川市役所真壁庁舎 → 桜川市役所岩瀬庁舎（平日朝1本）

## 車両

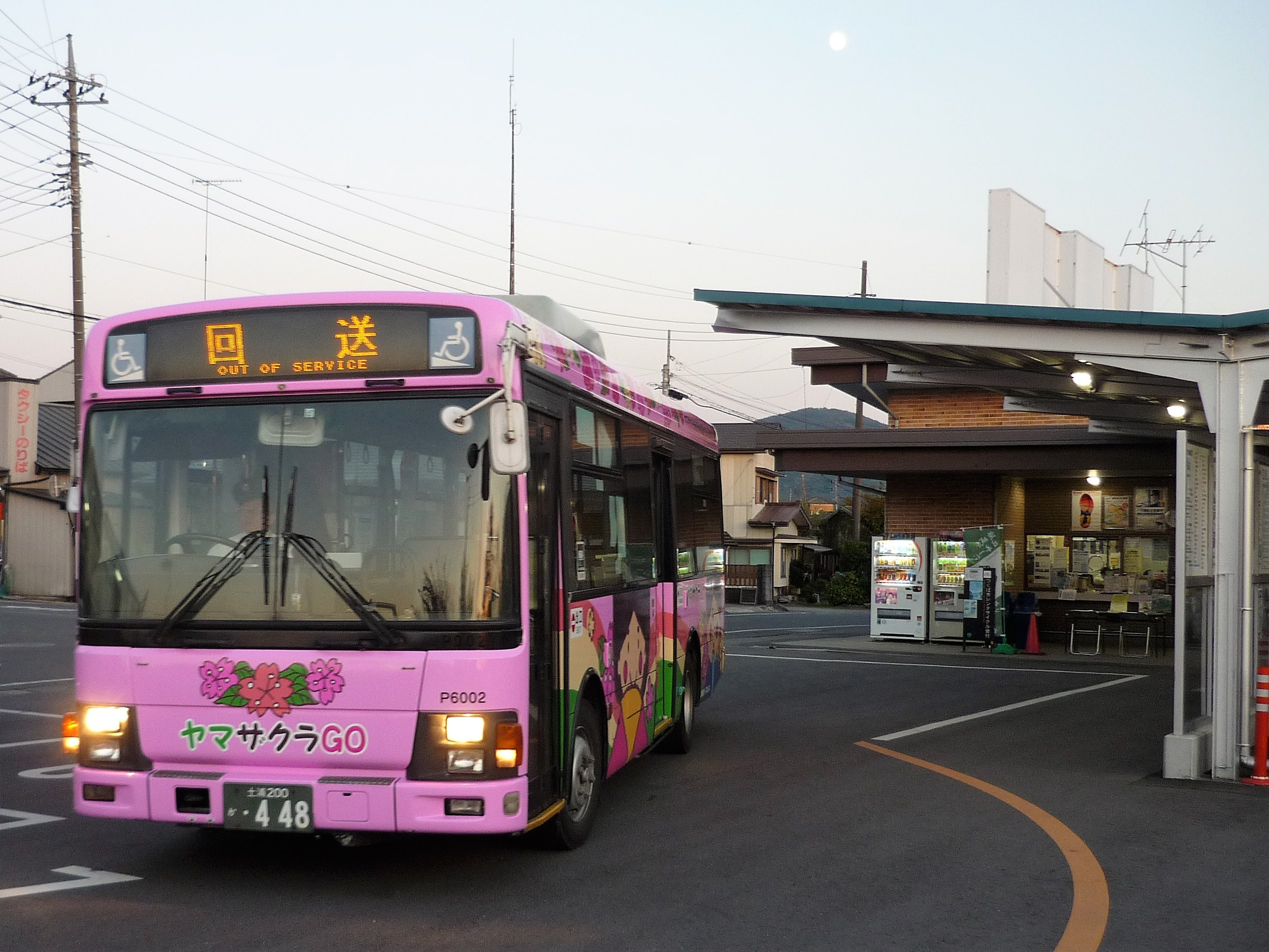
「ヤマザクラGO」専用車両
いすゞ・エルガミオ（初代）

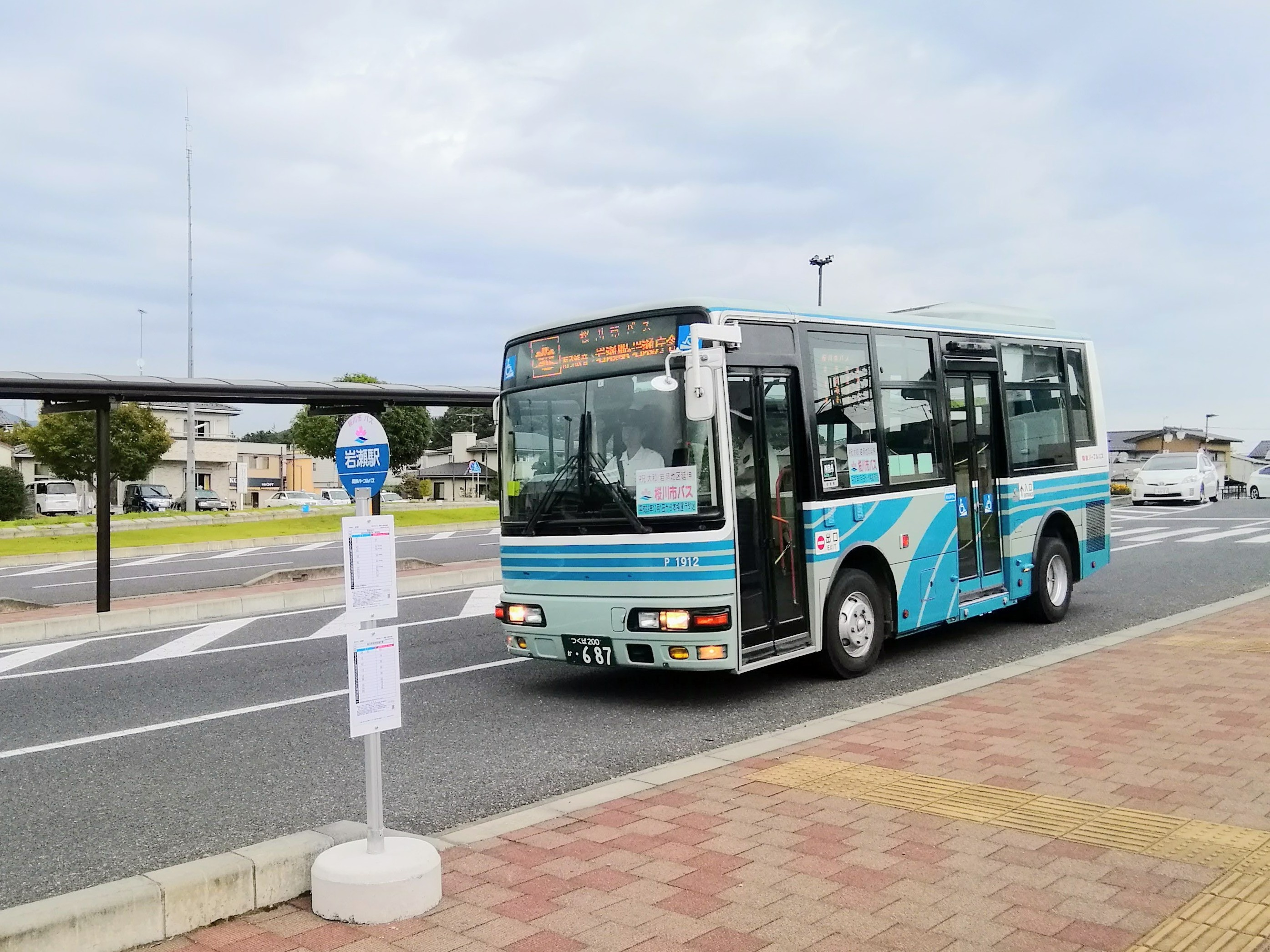
運行開始当初の車両

2016年の実証運行開始時は、小型ノンステップバスの三菱ふそう・エアロミディMEを3台使用していた。
2018年の系統新設の際に、桜川市バス専用車両として「ヤマザクラGO」オリジナルカラーの中型車（いすゞ・エルガミオ）が3台用意された。代車として関鉄パープルバスの一般路線車（中型車）が使用されることもある。

## 市が関与する他の公共交通機関

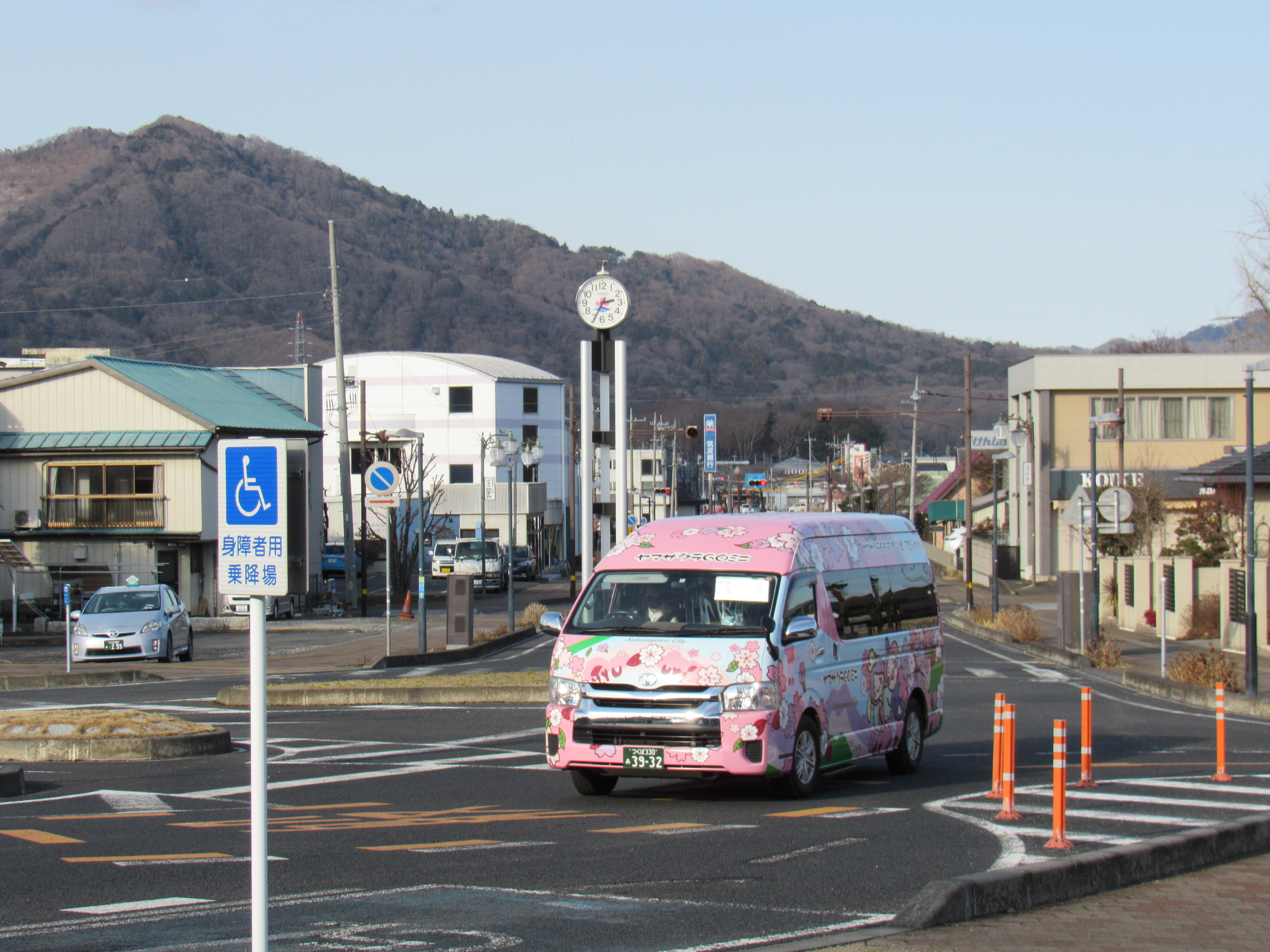
ヤマザクラGOミニ

桜川市では、2020年（令和2年）4月1日から桜川市内巡回ワゴン「ヤマザクラGOミニ」も実施しているほか、デマンド型乗合タクシー「桜川市デマンド型乗合タクシー」を実施している